# 2-Азидо-1,1-диметоксиэтан
2-Азидо-1,1-диметоксиэтан — органическое вещество, относящееся к классу ацеталей, производное азидоуксусного альдегида.

## Получение
2-Азидо-1,1-диметоксиэтан получают из 1,1-диметокси-2-хлорэтана (либо соответствующего бромида), нагревая его с азидом натрия в ДМСО в присутствии иодида калия.
{\displaystyle {\mathsf {ClCH_{2}CH(OMe)_{2}+NaN_{3}{\xrightarrow[{}]{KI}}N_{3}CH_{2}CH(OMe)_{2}+NaCl}}}

## Химические свойства
Поскольку 2-азидо-1,1-диметоксиэтан является ацеталем, он подвергается гидролизу в кислой среде (в присутствии пара-толуолсульфокислоты), давая азидоуксусный альдегид.
{\displaystyle {\mathsf {N_{3}CH_{2}CH(OMe)_{2}{\xrightarrow[{}]{H^{+},H_{2}O}}N_{3}CH_{2}CH\!\!=\!\!O}}}
Как производное альдегида, 2-азидо-1,1-диметоксиэтан вступает в типичные реакции конденсации с енолами и енолятами. Часто азидную группу в полученных продуктах восстанавливают для дальнейшей циклизации в пирролы.
В присутствии трифенилфосфина 2-азидо-1,1-диметоксиэтан вступает в реакции с карбонильными соединениями, типичные для аминов.

## См.также
- Ацетали